# Christoph Giesa
Christoph Giesa (* 20. September 1980 in Nürnberg) ist ein deutscher Kolumnist und Publizist.

## Leben
Nach dem Abitur 2000 am Wirtschaftsgymnasium in Idar-Oberstein studierte Giesa Betriebswirtschaftslehre (Diplom) an der Universität Mannheim. An der Universität Lusófona in Lissabon studierte er im Rahmen des Erasmus-Programms. 
Giesa war Vorsitzender der Jungen Liberalen in Rheinland-Pfalz. Zur Europawahl 2004 kandidierte er erfolglos als rheinland-pfälzischer Spitzenkandidat für die FDP. 2010 war er Mitorganisator einer überparteilichen Facebook-Kampagne für den von SPD und Grünen vorgeschlagenen Joachim Gauck zur Wahl des Bundespräsidenten.
Giesa lebt und arbeitet in Hamburg. Er veröffentlichte bis 2015 regelmäßig eine Kolumne beim Debattenmagazin The European. Darüber hinaus schrieb er vereinzelt für das Hamburger Abendblatt, die Die Welt, den Tagesspiegel, Zeit Online, die Jüdische Allgemeine, die Zeitschrift Business Punk und für das Politische Feuilleton von Deutschlandradio Kultur.

## Rezeption
Sein Buch New Business Order (2014) wurde bei Zeit Online rezensiert mit: „Das Buch liefert viele anregende Gedanken. Viele Prinzipien in der digitalen Ökonomie lassen sich auf das eigene Leben übertragen und auch für eigene Unternehmensideen anwenden. Genauso gut lässt sich das Buch aber auch falsch verstehen. Dann liefert es eine übertrieben optimistische Sicht auf eine eigentlich düstere Version der Arbeitswelt der Zukunft.“
Das Werk Gefährliche Bürger: Die neue Rechte greift nach der Mitte (2015) sei „eher fragmentarisch und oberflächlich“ und ignoriere den Forschungsstand zur Neuen Rechten, so der Politikwissenschaftler Armin Pfahl-Traughber. Die Autoren behandelten ein ihnen bisher fremdes Thema; es mangle an Definitionen und passenden Gewichtungen. Sie „konstruieren [...] eine Einheit und Homogenität der gemeinten Protagonisten, die so gar nicht besteht“. Letztlich sei das Buch „gut gemeint, aber nicht gut gelungen“.

## Schriften
- Elite im Hamsterrad. Manifest für einen Neuanfang der kreativen Klasse. Mit einem Geleitwort von Jorgo Chatzimarkakis. Edition Windjammer (tredition), Hamburg 2010, ISBN 978-3-86850-655-6.
- Bürger. Macht. Politik. Mit einem Vorwort von Joachim Gauck. Campus, Frankfurt am Main u. a. 2011, ISBN 978-3-593-39465-7.
- mit Lena Schiller Clausen: New Business Order. Wie Start-ups Wirtschaft und Gesellschaft verändern. Carl Hanser, München 2014, ISBN 978-3-446-43874-3.
- Schnelles Geld: Wie einfach man reich werden kann (als  „David Weilerberg“[6]). Econ, Düsseldorf 2015, ISBN 978-3430201759.
- mit Liane Bednarz: Deutschland dreht durch. Die Wahrheit über die AfD. Carl Hanser, München 2015, ISBN 978-3-446-24894-6 (E-Book bei Hanser Box).
- mit Liane Bednarz: Gefährliche Bürger: Die neue Rechte greift nach der Mitte. Carl Hanser, München 2015, ISBN 978-3-446-44461-4.
- Der richtige Umgang mit rechtsradikalen Parolen. Kommunikations-Ratgeber. Friedrich-Naumann-Stiftung für die Freiheit, Potsdam 2017 (freiheit.org [PDF]).
- Echte Helden, falsche Helden: Was Demokraten gegen Populisten stark macht. Droemer Knaur, München 2020, ISBN 978-3426278093.